# Andrés Solís
Andrés Solís y Greppi (Palencia, c. 1843-Puente Viesgo, 1887) fue un periodista español.

## Biografía
Nació a mediados de la década de 1840, y era natural de Palencia. Descrito por Ossorio y Bernard como «periodista revolucionario», fue director del periódico madrileño El Progreso desde 1881 hasta su fallecimiento, ocurrido el 11 de julio de 1887 en la localidad santanderina de Puente Viesgo. Fue defensor de la casa zorrillista, lo que le ocasionó cárcel y expatriación. Como político fue gobernador civil de Zamora entre agosto y octubre de 1871.